# La enfermedad del domingo
La enfermedad del domingo (letterlijk: 'de zondagsziekte') is een Spaanse film uit 2018, geregisseerd door Ramón Salazar.

## Verhaal
Tijdens een galadiner in haar luxueuze huis herkent Anabel een van de ingehuurde serveersters. Het betreft haar dochter Chiara, die ze ruim dertig jaar eerder verlaten heeft, toen Chiara acht jaar was.
Ze ontmoeten elkaar de volgende dag en Chiara doet haar moeder het voorstel om tien dagen samen door te brengen. Anabel is al lang hertrouwd en heeft nog een volwassen dochter. Na haar huidige familieleden te informeren besluit ze in te gaan op Chiara's verzoek. Ze gaan naar de Pyreneeën, waar Chiara een nogal geïsoleerd gelegen huis heeft, zonder een plan voor de komende tien dagen.
Tijdens de volgende dagen nemen de spanningen tussen de twee vrouwen toe en Chiara weigert te onthullen wat ze wil bereiken. Ze zegt dat ze Anabel niet hoeft te vergeven. Chiara wordt dronken op een dorpsfeest. Anabel brengt haar naar huis en ze blijft twee dagen in bed. Dan vertelt Chiara aan haar moeder dat ze ziek is. De aanvankelijke afstandelijkheid tussen de twee verdwijnt geleidelijk. Ze maken in dezelfde slee een afdaling met een rodelachtbaan. Chiara voelt zich tijdens de afdaling niet goed en Anabel brengt haar naar het ziekenhuis, waar ze de ernst van de ziekte van haar dochter leert kennen.
Anabel wil Chiara helpen die, na enige terughoudendheid, haar in haar oor fluistert wat ze voor haar zou kunnen doen. Anabel vertrekt vervolgens naar Parijs, waar ze de vader van Chiara, Mathieu, ontmoet, die nog steeds getekend is door de gebeurtenissen uit het verleden en alles over zijn dochter weet.
Nadat ze is teruggekeerd treft ze Chiara in een zeer ernstige toestand aan. Ze brengt haar naar een nabijgelegen bergmeer, gaat naakt met haar het meer in en verdrinkt haar.

## Rolverdeling
| Acteur            | Personage      |
| ----------------- | -------------- |
| Susi Sánchez      | Anabel         |
| Bárbara Lennie    | Chiara         |
| Richard Bohringer | Matthieu       |
| David Kammenos    | Matthieu joven |
| Bruna González    | Chiara niña    |
| Greta Fernández   | Greta          |
| Miguel Ángel Solá | Bernabé        |
| Manuel Castillo   | Jefe Protocolo |
| Ima Ranedo        | Señora Cena    |
| Mònica Van Campen | Mujer Cena     |
| Fred Adenis       | Tobías         |
| Iván Morales      | Guillem        |
| Carla Linares     | Asistente      |
| Abdellatif Hwidar | Lugareńo       |
| Lucy Tillett      | Mujer bosque   |

## Ontvangst

### Recensies
Op Rotten Tomatoes geeft 94% van de 16 recensenten de film een positieve recensie, met een gemiddelde score van 7/10. Website Metacritic komt tot een score van 92/100, gebaseerd op 6 recensies.
De Volkskrant gaf een positieve recensie, en schreef: "Het mooist is het beeld waarin de camera op [Sánchez en Lennie] neerkijkt terwijl ze elkaar innig vasthouden en de wind het ravenzwarte haar van de een door de zilvergrijze lokken van de ander laat waaien."

### Prijzen en nominaties
Een selectie:
| Jaar | Prijs                           | Categorie     | Genomineerde | Resultaat |
| ---- | ------------------------------- | ------------- | ------------ | --------- |
| 2019 | Premios Goya (33ste uitreiking) | Beste actrice | Susi Sánchez | Gewonnen  |